# Готичний фільм
Готичний фільм — це фільм, який заснований на готичній фантастиці або містить готичні елементи. Оскільки різні жанри кіно, зокрема наукова фантастика, нуар, трилер і комедія, використовували готичні елементи, готичний фільм складно чітко визначити як жанр. Готичні елементи також вплинули на жанр фільму жахів, додавши йому надприродних і кошмарних елементів. Щоб створити готичну атмосферу, режисери прагнули створити нові операторські трюки, які кидають виклик глядацькому сприйняттю. Готичні фільми також відображали сучасні проблеми. В книзі Новий компаньйон готики Хайді Кайє сказала:
|  | "Сильні візуальні ефекти, фокус на сексуальності та акцент на реакції аудиторії" характеризують готичні фільми так само, як і літературні твори |

В «Енциклопедії готики» сказано, що основою готичного кіно стало поєднання готичної літератури, сценічної мелодрами та німецького експресіонізму.

У Кембриджському довіднику з приводу готичної фантастики Міша Кавка стверджує, що готичне кіно не є усталеним жанром, а радше ідея, яка привносить у фільми готичні образи, сюжети, персонажі та стилі. Ці елементи часто зустрічаються в «ширшій категорії жахів». Кавка цитує визначення готики, дане Вільямом Патріком Деєм: 
|  | [вона] спокушає нас страхом, як своїм предметом, так і своїм ефектом; вона робить це, однак, не в першу чергу через персонажів, сюжети чи навіть мову, а через видовище |

Кінематограф відповідає готичному визначенню у створенні образів, які створюють видовище.

## Історія
Готичні фільми були частиною раннього кінематографа, адаптуючи готичну фантастику на екрані, як це раніше робили сценічні мелодрами. Готичні твори, які сильно вплинули на кінематограф, були створені у 19 столітті: «Франкенштейн» Мері Шеллі, «Доктор Джекіл і містер Хайд» Роберта Луїса Стівенсона та «Дракула» Брема Стокера. Як і більшість раннього кіно, багато німих готичних фільмів були втрачені або вони дуже короткі. Після Першої світової війни жахи війни пронизали готичні фільми. Фільм Роберта Віне «Кабінет доктора Калігарі» (1920), хоч і не заснований на готичному тексті, демонструє німецький експресіонізм, який, за словами Хейді Кайє, «трансформував американський підхід до готичного кіно». Енциклопедія готики стверджує, що «Кабінет доктора Каліґарі» став «значною віхою в готичному кіно».
Згідно з «Новими напрямками в готиці 21-го століття: Готичний компас», дослідники вважають готичні фільми «Франкенштейн» (1931) Джеймса Вейла, «Дракула» (1931) Тода Браунінга та «Доктор Джекіл і містер Хайд» (1931) Рубена Мамуляна «основоположним триптихом, від якого вони, своєю чергою, озираються на більш ранні готичні фільми та дивляться вперед на подальші картини».
Першив в історії Австралії сучасним готичним фільмом вважається «Пікнік на Висячій скелі» (1975).

## Видатні фільми
Коли Британський кіноінститут у 2013 році започаткував програму відзначення фільмів і телешоу з готичною тематикою, Ґардіан визначив десять найкращих готичних фільмів (у порядку зростання за роками):
1. Носферату (1922)
2. Дракула (1931)
3. Франкенштейн (1931)
4. Ребекка (1940)
5. Дракула (1958)
6. Яма і маятник (1961)
7. Дитина Розмарі (1968)
8. Суспірія (1977)
9. Біля темряви (1987)
10. Дитячий будинок (2007)

## Читати також
- Bell, James, ред. (2013). Gothic: The Dark Heart of Film. BFI Publishing. ISBN 978-1-84457-682-1.
- Hand; McRoy, Jay, ред. (2020). Gothic Film: An Edinburgh Companion. Edinburgh University Press. ISBN 978-1-4744-4804-8.
- Punter, David; Byron, Glennis (2004). Gothic Film. The Gothic. Wiley-Blackwell. с. 65—70. ISBN 978-0-631-22063-3.
- Reyes, Xavier Aldana (2020). Gothic Cinema. Routledge Film Guidebooks. Routledge. ISBN 978-1-138-22756-9.